# Розслідування Міжнародного кримінального суду в Україні
Розслідування Міжнародного кримінального суду в Україні або ситуації в Україні – це розслідування, яке триває Міжнародним кримінальним судом (МКС) щодо воєнних злочинів і злочинів проти людства, які могли статися з 21 листопада 2013 року під час Революції гідности і на "відкритій основі" під час російсько-української війни, включаючи анексію Криму Російською Федерацією у 2014 році, війну на Донбасі та вторгнення Росії в Україну 2022 року. Повне розслідування набуло юрисдикції 2 березня 2022 року.

## Попередній огляд
Станом на березень 2022, Україна не є учасницею Римського статуту Міжнародного кримінального суду (МКС). У 2014 та 2015 роках уряд України звернувся до МКС з двома офіційними запитами щодо розслідування військових злочинів та злочинів проти людства, які могли статися в Україні під час Євромайдану та Революції гідності у 2014 році, анексії Криму Російською Федерацією у 2014 році та війні на Донбасі. Перша декларація була за дати з 21 листопада 2013 року по 22 лютого 2014 року, охоплюючи всю територію України. У другій декларації вимагалося розширити розслідування з 20 лютого з відкритою датою завершення, знову ж таки, для всієї території України.
25 квітня 2014 року МКС розпочав попередню експертизу доказів про воєнні злочини. 11 грудня 2020 року прокурор МКС встановив, що «існували розумні підстави вважати, що воєнні злочини та злочини проти людства були вчинені», що «передбачувані злочини, визначені [станом на грудень 2020 року], будуть прийнятними», і що було «розумна підстава для розслідування, за умови отримання судового дозволу».

## Реферали
25 лютого 2022 року, на наступний день після початку російського вторгнення в Україну 2022 року, прокурор МКС Карім Ахмад Хан заявив, що МКС може «здійснювати свою юрисдикцію та розслідувати будь-який акт геноциду, злочину проти людства чи воєнного злочину, скоєного в Україні». 28 лютого Хан заявив, що має намір розпочати повне розслідування МКС і попросив свою команду «вивчити всі можливості збереження доказів». Він заявив, що було б швидше офіційно розпочати розслідування, якби держава-член МКС передала справу на розслідування відповідно до статті 13(a) Римського статуту, а не відповідно до proprio motu статті 13(c), яка також встановить юрисдикцію, але буде повільніше.
Прем'єр-міністр Литви Інґріда Шимоніте заявила 28 лютого, що Литва звернулася з проханням про відкриття розслідування МКС.  2 березня 2022 року Хан заявив, що отримав направлення від 39 держав (Албанії, Австралії, Австрії, Бельгії, Болгарії та 34 інших), що дозволило Хану почати розслідування згідно зі статтею 14 Римського статуту. Хан заявив, що прокуратура вже «визначила потенційні справи, які можуть бути прийнятними».

## Розслідування
3 березня 2022 року прокурор Хан заявив, що в «регіон України» була направлена початкова група «слідчих, адвокатів та людей з особливим досвідом оперативного планування», щоб почати збір доказів.